# Chironius multiventris
Chironius multiventris är en ormart som beskrevs av Schmidt och Walker 1943. Chironius multiventris ingår i släktet Chironius och familjen snokar.
Arten förekommer i norra Sydamerika från Karibiska havet till norra Bolivia och centrala Brasilien samt österut till regionen Guyana. Den hittas även i kulliga områden direkt öster om Anderna i Ecuador och Peru. Utbredningsområdet ligger upp till 650 meter över havet. Habitatet utgörs främst av tropiska regnskogar.
Individerna vistas främst på marken och de är dagaktiva. De jagar groddjur och ödlor. Honor lägger ägg.
Chironius multiventris har en stor utbredning och den hittas i flera skyddszoner. IUCN listar arten som livskraftig (LC).

## Underarter
Arten delas in i följande underarter:
- C. m. multiventris
- C. m. septentrionalis
- C. m. cochrane
- C. m. foveatus